# Escola de Atenas
A Escola de Atenas (Scuola di Atene no original) é uma das mais famosas pinturas do renascentista italiano Rafael e representa a Academia de Atenas. Foi pintada entre 1509 e 1510 na Stanza della Segnatura sob encomenda do Vaticano. A pintura já foi descrita como "a obra-prima de Rafael e a personificação perfeita do espírito clássico da Renascença".
A importância da obra também está em demonstrar como a filosofia e a vida intelectual da Grécia Antiga foram vistas ao final do Renascimento.

## Descrição e interpretações
A "Escola de Atenas" é um dos painéis que compõem um grupo de quatro afrescos principais que retratam ramos distintos do conhecimento. Cada tema é identificado acima por um tondo em separado contendo uma figura feminina majestosa sentada nas nuvens, com putti carregando frases como: “Buscar o conhecimento das causas”, “Inspiração Divina”, “Conhecimento das coisas divinas” (Disputa), “Para cada um o que lhe é devido”. Assim, as figuras nas paredes abaixo exemplificam a Filosofia, a Poesia (incluindo a música), a Teologia e o Direito.
Não se sabe o quanto o jovem Rafael sabia da filosofia antiga, qual a orientação que ele poderia ter tido de pessoas como Bramante, ou se um programa detalhado foi ditado por seu patrocinador, o Papa Júlio II. No entanto, o afresco foi até recentemente interpretado como uma exortação à filosofia e, de maneira mais profunda, como uma representação visual do papel do amor em elevar as pessoas para o conhecimento superior, em grande parte em dívida com as teorias contemporâneas de Marsilio Ficino e outros pensadores neoplatônicos ligados a Rafael.
Uma interpretação do afresco relaciona as simetrias ocultas das figuras e a estrela construída por Bramante foi dada por Guerino Mazzola e colaboradores.

### Figuras
A identidade de alguns dos filósofos como Platão ou Aristóteles, são inegáveis. Além disso, as identificações de figuras de Rafael tem sido sempre hipotéticas. Para complicar, além de Vasari alguns receberam múltiplas identificações, não só com antigos, mas também com figuras contemporâneas a Rafael.
Luitpold Dussler conta entre aqueles que podem ser identificados com alguma certeza: Platão, Aristóteles, Sócrates, Pitágoras, Euclides, Ptolomeu, Zoroastro, o próprio Rafael, Il Sodoma e Diógenes. Outras identificações ele assegura serem "mais ou menos especulativas".
Uma lista mais abrangente de identificações propostas é dada abaixo:

Os nomes entre parênteses são de personalidades contemporâneas de quem supostamente Raphael pensou ser fisicamente semelhantes.
- 1: Zenão de Cítio ou Zenão de Eleia
- 2: Epicuro
- 3: desconhecido (acredita-se ser o próprio Rafael)[11]
- 4: Anicius Manlius Severinus Boethius ou Anaximandro ou Empédocles
- 5: Averróis
- 6: Pitágoras
- 7: Alcibíades ou Alexandre, o Grande
- 8: Antístenes ou Xenofonte
- 9: Rafael, Hipátia ou Monalisa,[12][13] Fornarina como uma personificação do Amor[14] ou ainda Francesco Maria della Rovere
- 10: Ésquines ou Xenofonte
- 11: Parménides
- 12: Sócrates
- 13: Heráclito ou Miguelângelo.
- 14: Platão segurando o Timeu (Leonardo da Vinci).
- 15: Aristóteles segurando Ética a Nicômaco
- 16: Diógenes de Sínope
- 17: Plotino
- 18: Euclides ou Arquimedes acompanhado de estudantes (Bramante)
- 19: Estrabão ou Zoroastro (Baldassare Castiglione ou Pietro Bembo).
- 20: Ptolomeu
- R: Apeles (Rafael).
- 21: Protógenes (Il Sodoma ou Pietro Perugino).[15]

### Pormenores

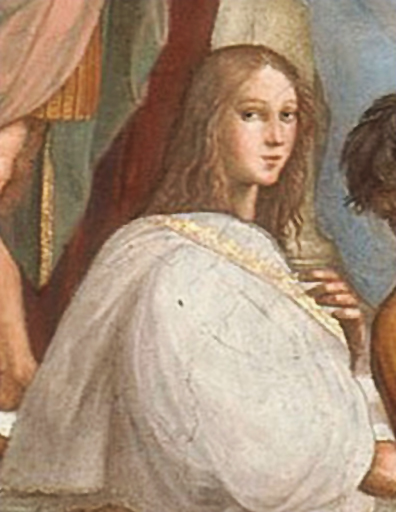
Rafael, Hipátia, Monalisa, ou Francesco Maria della Rovere
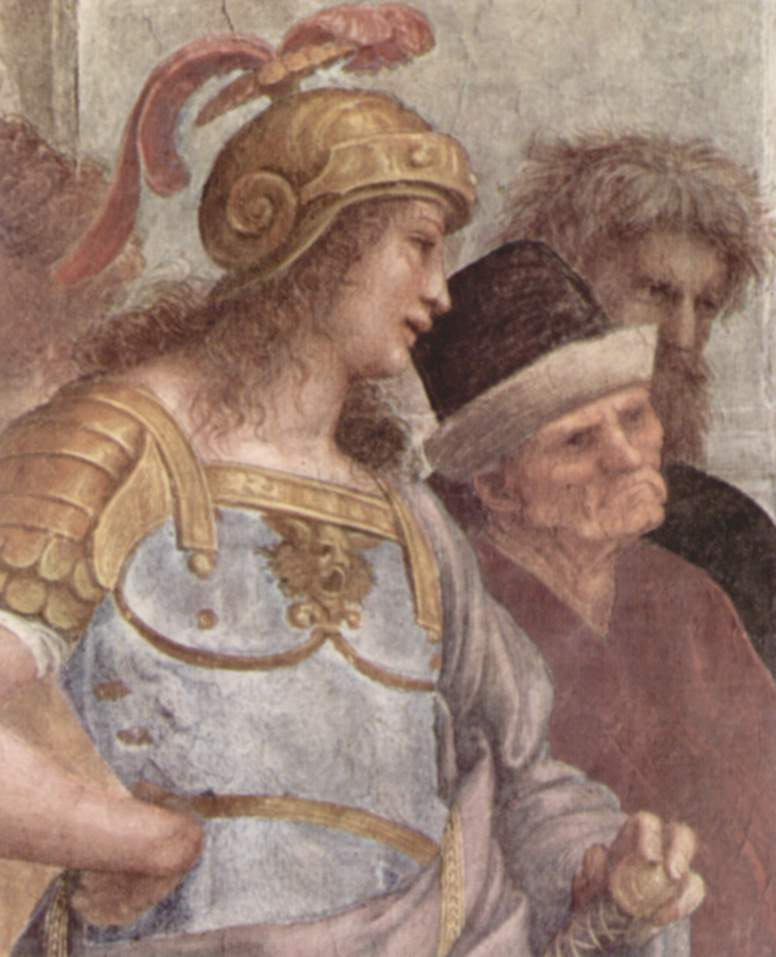
Alcibíades ou Alexandre, o Grande e Antístenes ou Xenofonte
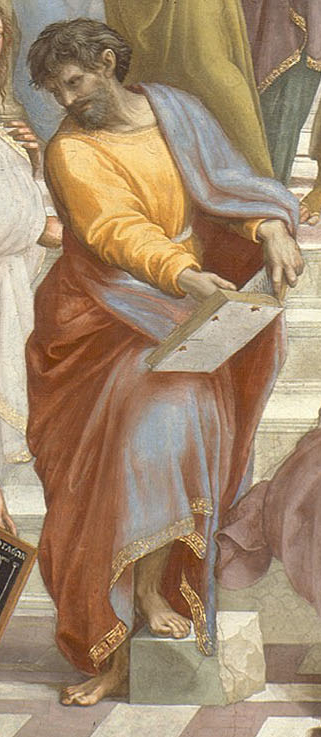
Parménides
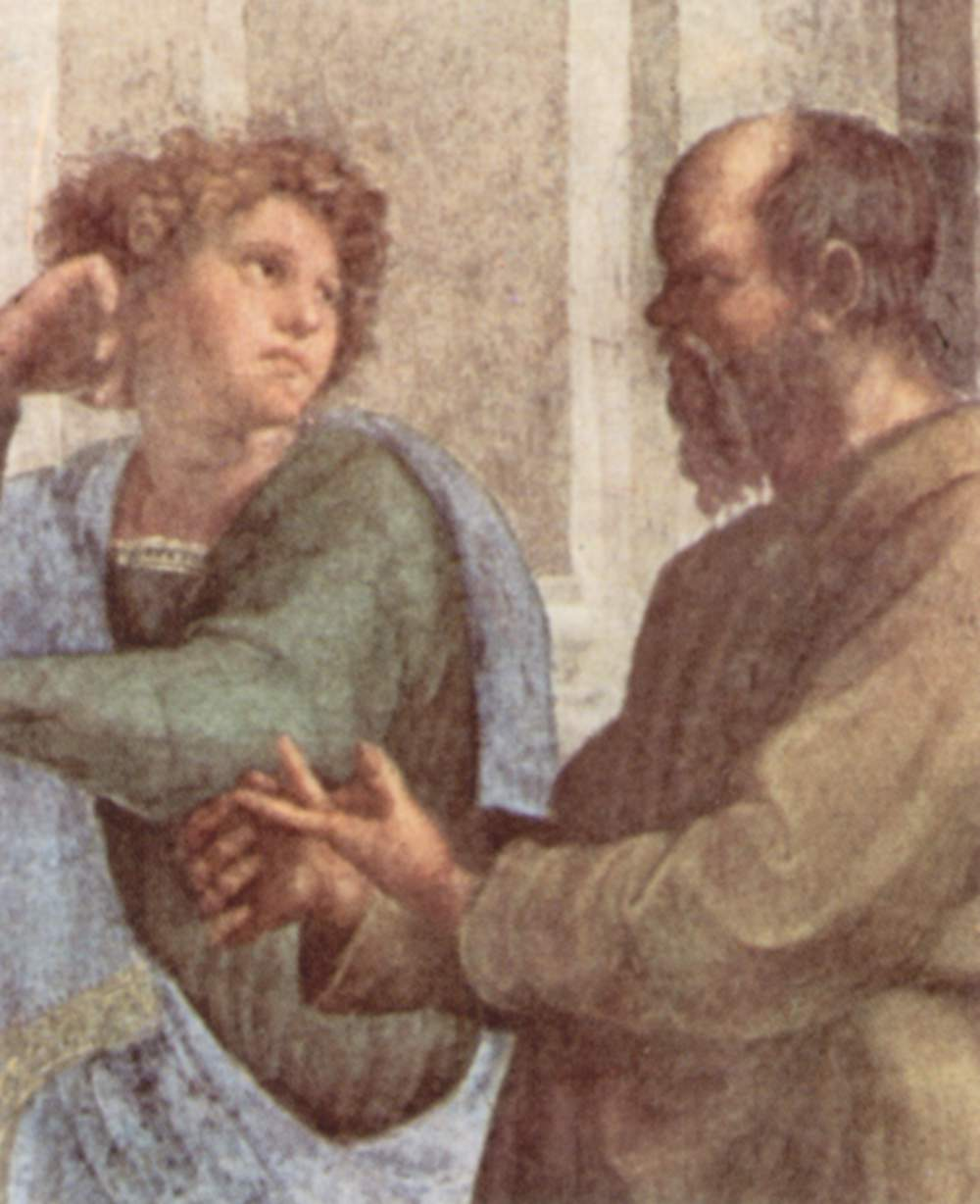
Ésquines e Sócrates
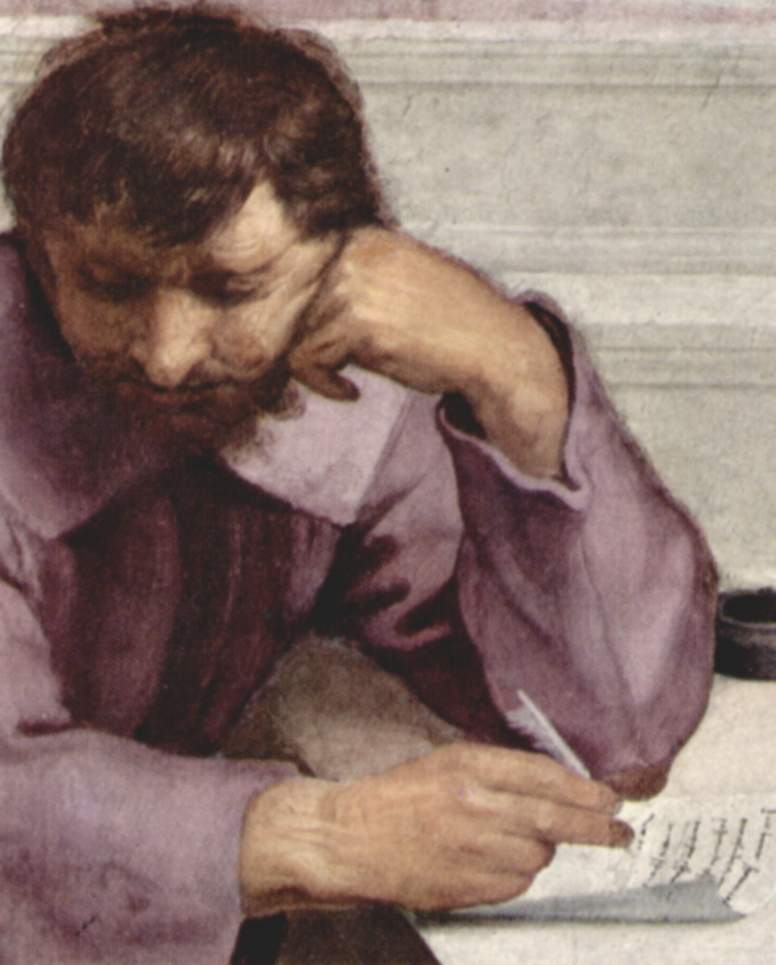
Heráclito
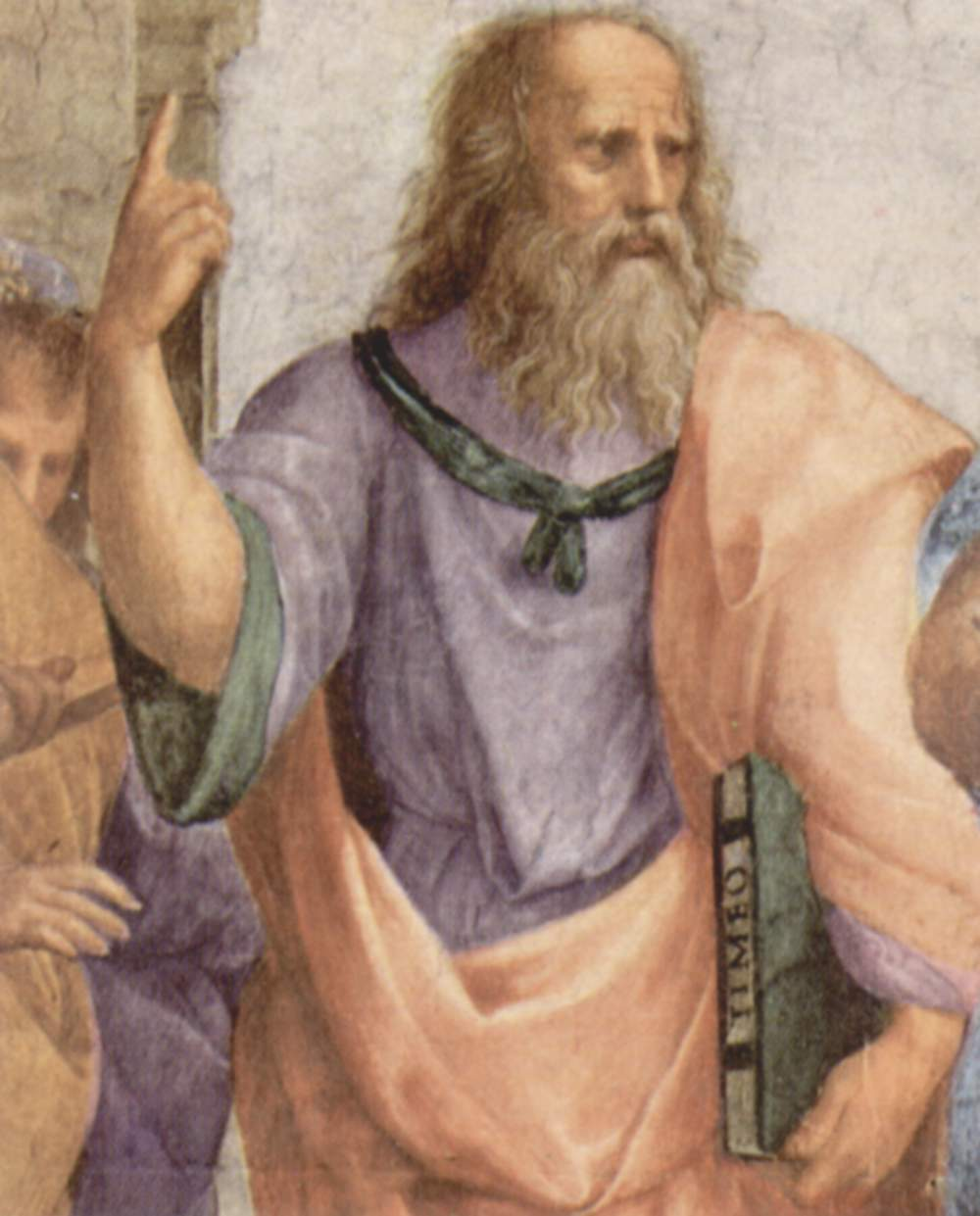
Platão
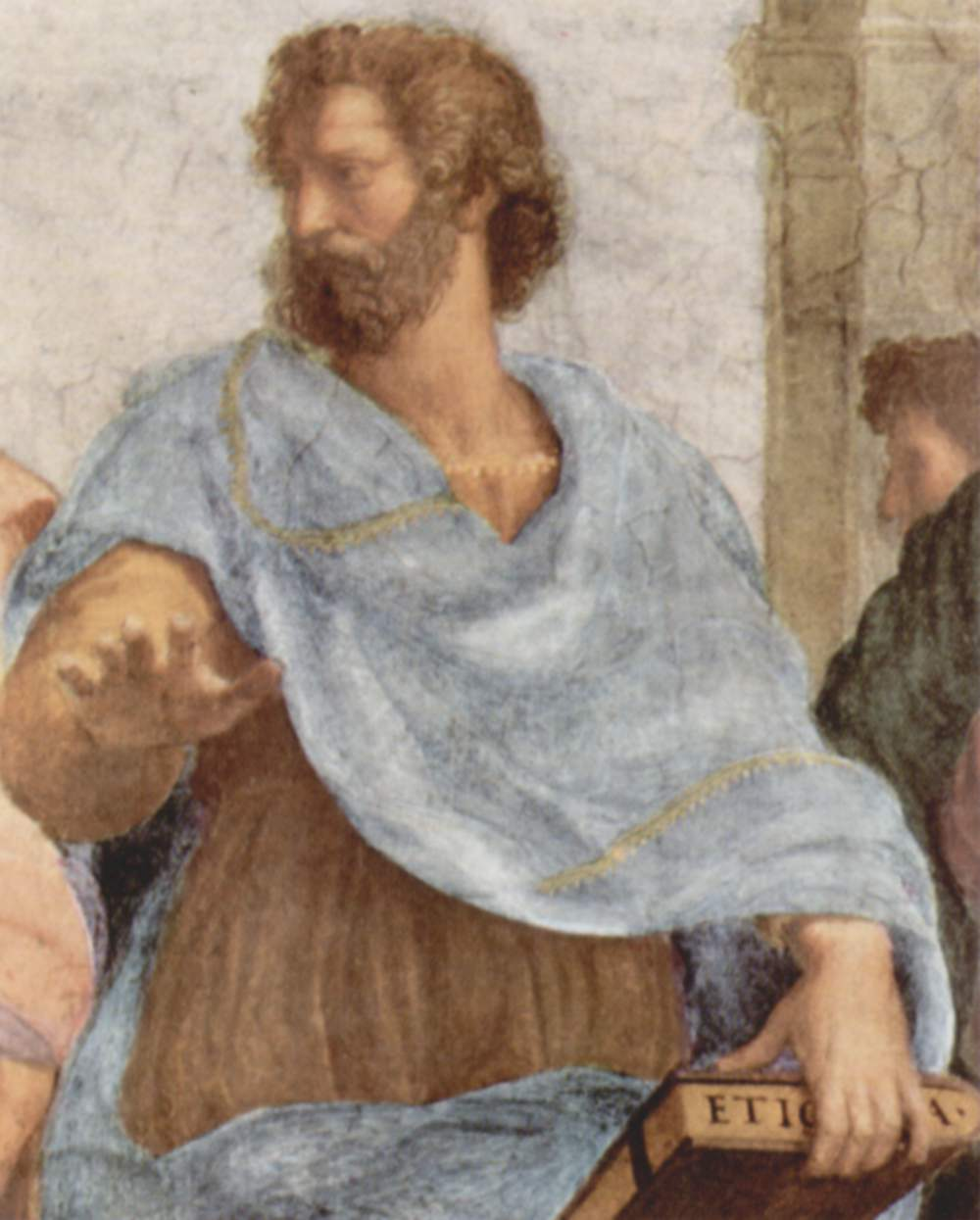
Aristóteles
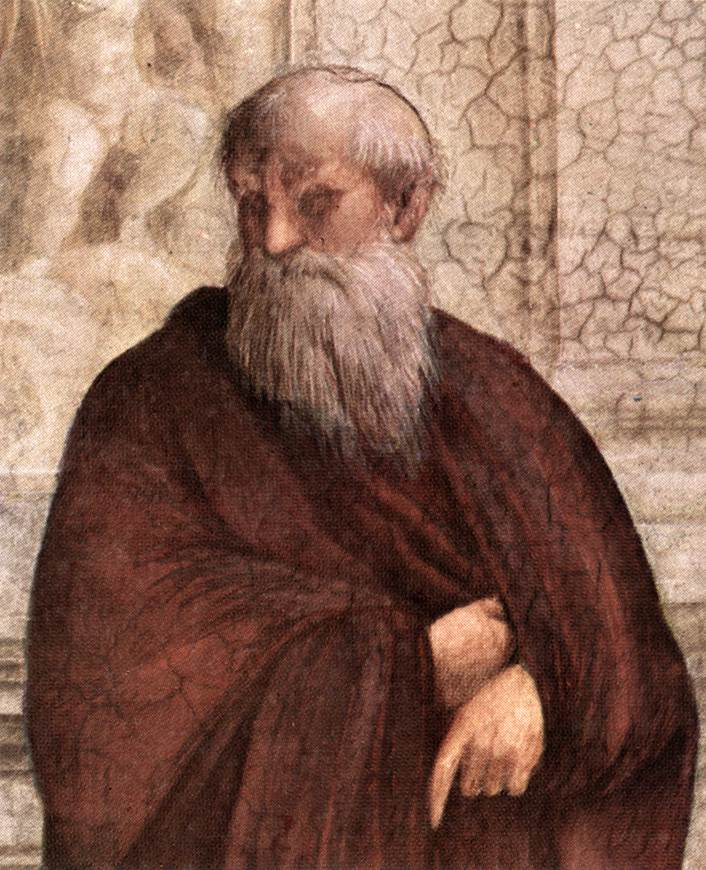
Plotino
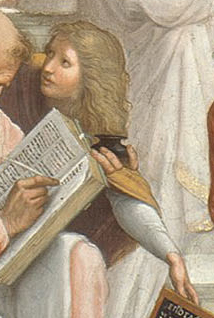
Teano[16] ou Telauge
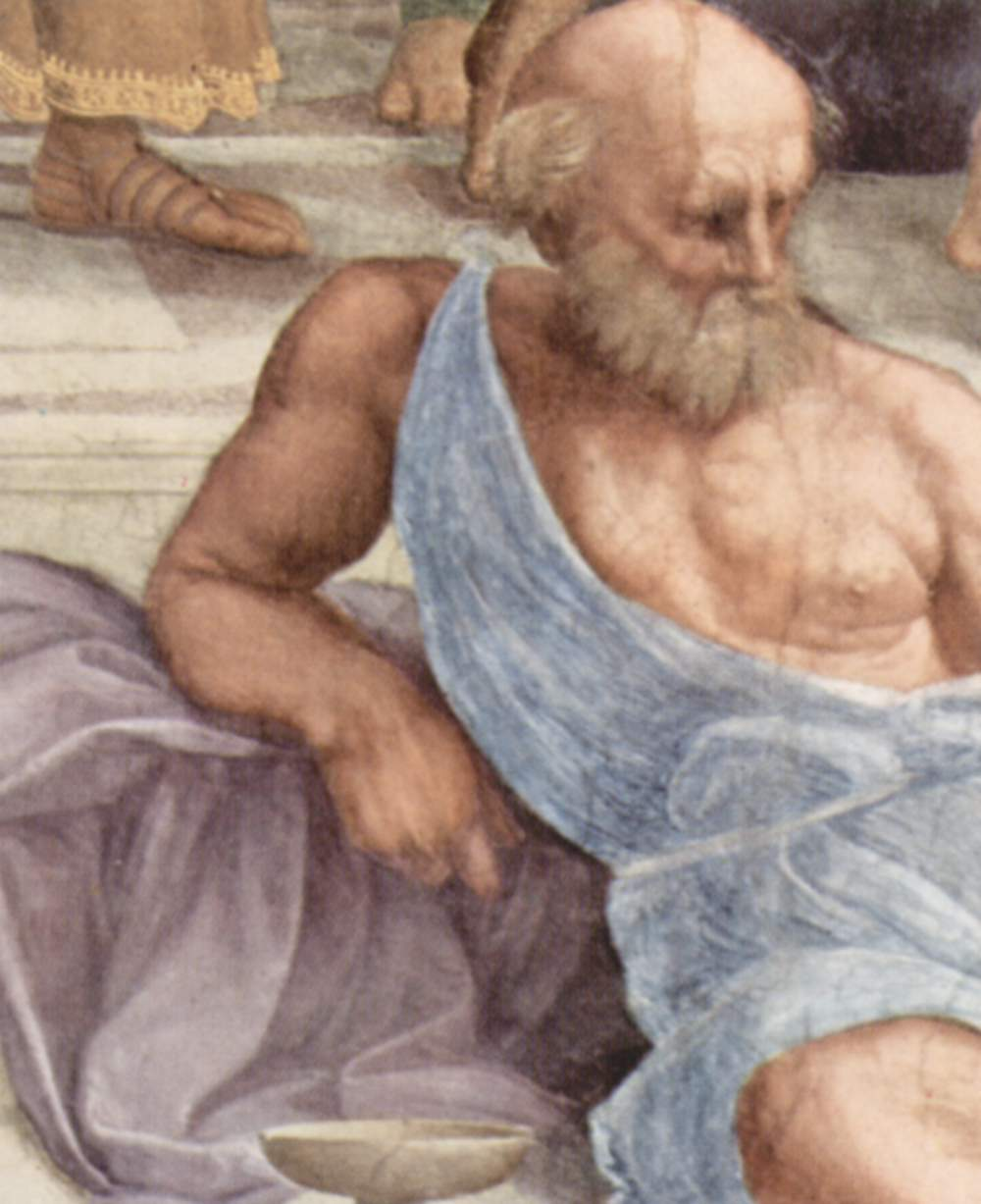
Diógenes de Sínope
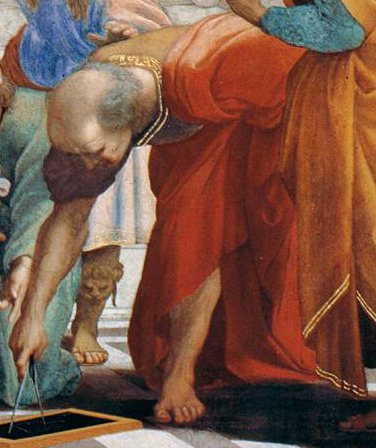
Bramante com Euclides ou Arquimedes
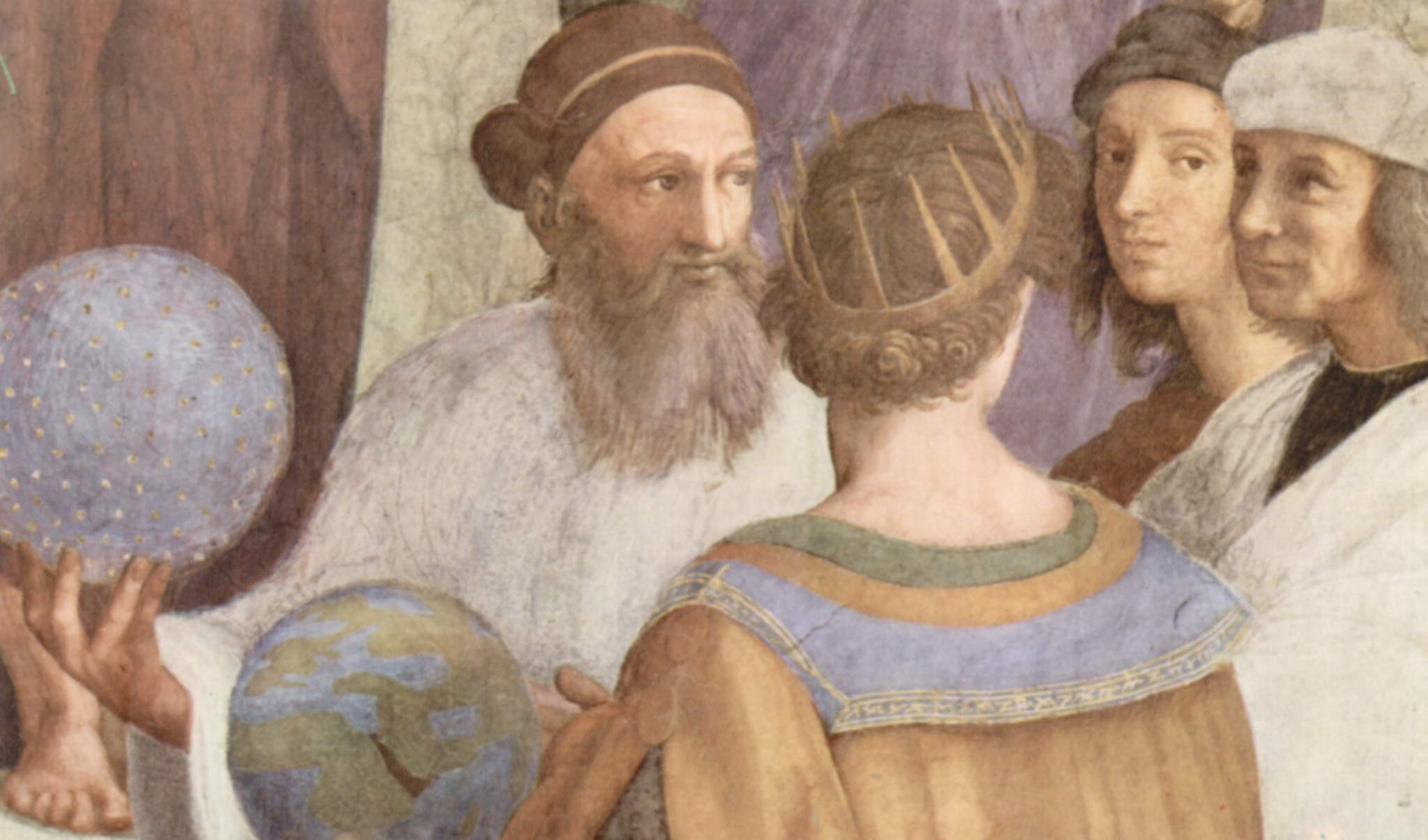
Zoroastro, Ptolomeu, Rafael como Apeles e Perugino, Timoteo Viti ou Protógenes